# Spårvidd 1093 mm
Spårvidd 1093 mm var unik eftersom den bara har funnits på järnvägarna mellan Köping och Riddarhyttan samt på den lilla industribanan i Lisjö, Surahammars kommun. Spårvidden 1093 mm tillkom troligen genom ett misstag: Köping–Uttersbergs Järnväg byggdes ursprungligen med spårvidden 3 1/2 engelska fot 1067 mm. Järnvägsbolaget beställde lok från Munktells Mekaniska Verkstad med spårvidden 3,59 svenska fot 1066 mm.  Munktell ville ha spårvidden bekräftad. Sannolikt mättes spåret på fel sätt och det angavs att det skulle vara 3,59 engelska fot 1094 mm. Detta innebar att tre lok levererades med spårvidden 1093 mm istället för 1067 mm. Att bygga om loken var dyrare än att bygga om banan och de 40 vagnar som hade levererats med spårvidden 1066 mm till 1093 mm.

## Svenska järnvägar med 1093 mm spårvidd
| Lands- del | Län         | Kommun          | Bansträckning                      | Spår- vidd | S p å r | Längd km | Bevåg med | Kon- cession år-m-d | från år-m-d | till år-m-d | revs | Sällskap                                      | Anmärkning / Källa |
| Svealand   | Västmanland | Köping          | Köping - Uttersberg                | 1093       | 1       | 35       | ånga      | 1863-10-30          | 1866-06-27  | 1968        | 1969 | Köping–Uttersbergs Järnväg, KUJ               |                    |
| Svealand   | Västmanland | Köping          | Kejsartorp - Svansbo               | 1093       | 1       | 2        | ånga      |                     |             |             | 1937 | Köping–Uttersbergs Järnväg                    |                    |
| Svealand   | Västmanland | Skinnskatteberg | Uttersberg - Riddarhyttan          | 1093       | 1       | 12       | ånga      | 1879-03-07          | 1880-08-01  | 1968        | 1971 | Uttersberg–Riddarhyttans Järnväg, URJ         |                    |
| Svealand   | Västmanland | Skinnskatteberg | Köping - Uttersberg - Riddarhyttan | 1093       | 1       | 47       | ånga      |                     | 1911-01-01  | 1968        | 1971 | Köping-Uttersberg-Riddarhyttans Järnväg, KURJ |                    |

## Källhänvisningar
1. ↑  Sundström, Erik. ”Spårvidder och dess historia.”. Historiskt om Svenska Järnvägar. http://www.historiskt.nu/diverse/sparvidd/spv_erik_2.html. Läst 5 april 2013.